# آروبا ایرلاینز
آروبا ایرلاینز (به انگلیسی: Aruba Airlines) یک شرکت هواپیمایی با کد یاتا AG است که در تاریخ ۲۰۱۰ میلادی تأسیس شده و در تاریخ ۲۰۱۳ فعالیتش را آغاز کرده‌است.
دفتر مرکزی آروبا ایرلاینز در اورنجستاد واقع شده‌است و به ۴ مقصد، پرواز مستقیم انجام می‌دهد.

## مقصدهای پروازی
| شهر              | کشور                | فرودگاه                          | توضیحات |
| ---------------- | ------------------- | -------------------------------- | ------- |
| اورنجستاد        | آروبا               | فرودگاه بین‌المللی کویین بیاتریکس | قطب     |
| پاناماسیتی       | پاناما              | فرودگاه بین‌المللی توکامن         |         |
| ماراکایبو        | ونزوئلا             | فرودگاه بین‌المللی لا چینیتا      |         |
| میامی، فلوریدا   | ایالات متحده آمریکا | فرودگاه بین‌المللی میامی          | [ ۱ ]   |
| والنسیا، ونزوئلا | ونزوئلا             | فرودگاه بین‌المللی آرتورو میچلنا  |         |
| ویلمستاد         | کوراسائو            | فرودگاه بین‌المللی هاتو           |         |
| سانتو دومینگو    | جمهوری دومینیکن     | فرودگاه بین‌المللی لا امریکاس     |         |
| بوگوتا           | کلمبیا              | فرودگاه بین‌المللی ال دورادو      |         |

## ناوگان هوایی

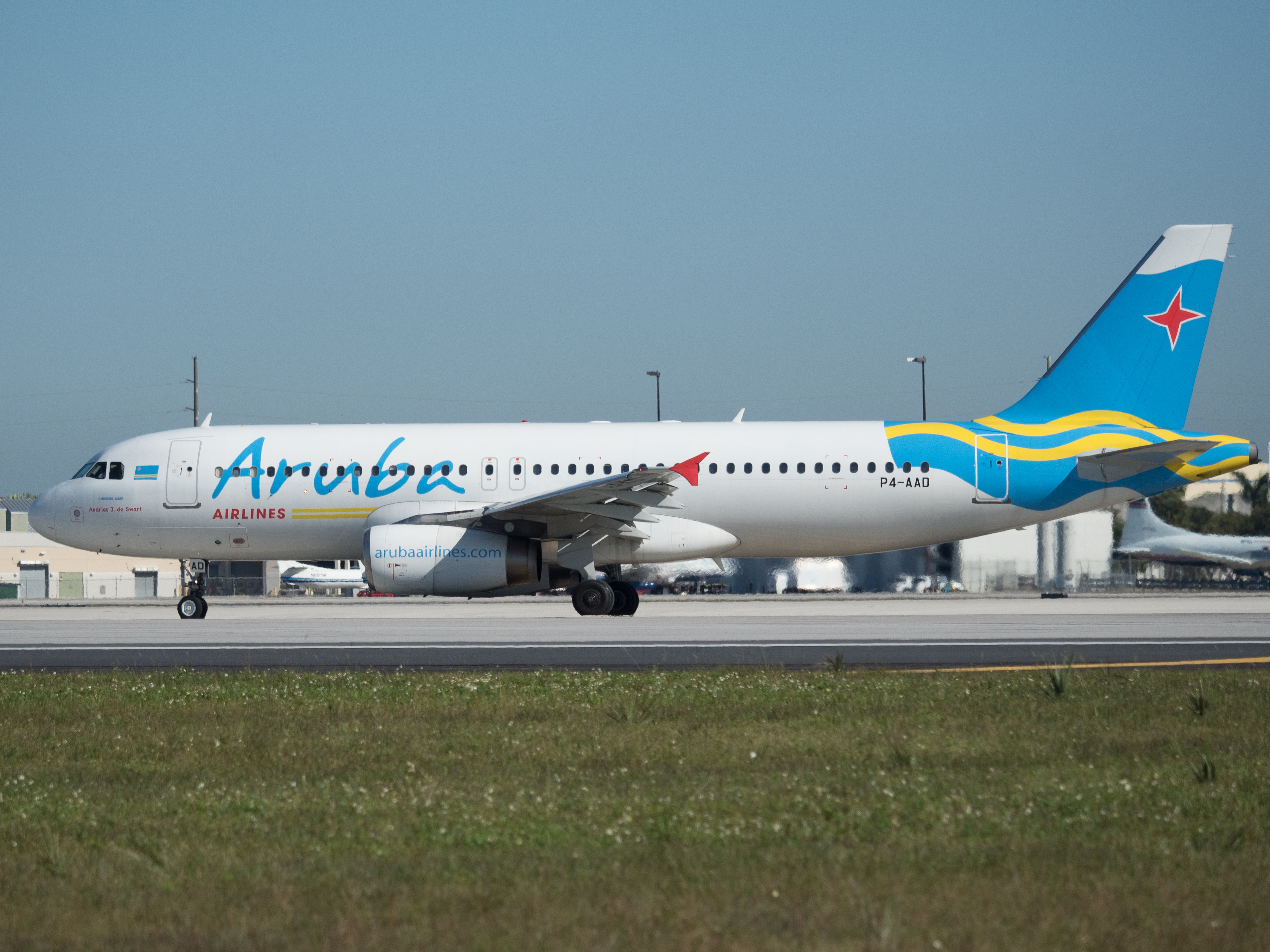
یک فروند هواپیمای ایرباس ای۳۲۰ آروبا ایرلاینز در فرودگاه بین‌المللی میامی.

ناوگان هوایی آروبا ایرلاینز به شرح زیر است:
| هواگرد               | فعال | سفارش‌داده‌شده | ویژگی‌ها | تعداد مسافران | تعداد مسافران | تعداد مسافران | توضیحات  |
| هواگرد               | فعال | سفارش‌داده‌شده | ویژگی‌ها | BUSSCLS       | ECNMCLS       | مجموع         | توضیحات  |
| -------------------- | ---- | ------------ | ------- | ------------- | ------------- | ------------- | -------- |
| خانواده ایرباس ای۳۲۰ | ۳    | ۱            | ۰       | ۱۲            | ۱۳۸           | ۱۵۰           | اجاره‌شده |
| ایرباس ای۳۳۰–۲۰۰     | ۰    | ۱            | ۲       | N/A           | N/A           | N/A           |          |
| محموع                | ۳    | ۲            | ۲       |               |               |               |          |